# Acanthoscurria belterrensis
Acanthoscurria belterrensis is een spinnensoort uit de familie van de vogelspinnen (Theraphosidae). De wetenschappelijke naam van de soort werd voor het eerst geldig gepubliceerd in 2014 door Paula, Gabriel, Indicatti, Brescovit en Lucas.
De soort komt voor in Brazilië.